# Non sono una signora (programma televisivo)
Non sono una signora è stato un programma televisivo italiano in onda dal 29 giugno al 27 luglio 2023 in prima serata su Rai 2 con la conduzione di Alba Parietti. Il programma è l'adattamento italiano del talent show olandese Make Up Your Mind.

## Il programma
Il programma propone l’arte performativa delle Drag Queen. Ciascuna puntata ha come protagonisti cinque VIP del mondo dello spettacolo, del cinema, del teatro, dello sport e della cultura, i quali si mettono in gioco e si sfidano nei panni di varie Drag Queen, attraverso la collaborazione di un team di esperti in make-up e styling.
La conduttrice è affiancata in studio dalla presenza di un pool investigativo, gli "investigatori del glitter", che deve indovinare l'identità dei personaggi famosi che si nascondono dietro il travestimento Drag, e di una giuria di Drag professioniste il cui compito consiste nel valutare l'abbigliamento e la performance di ciascun concorrente.
In ogni puntata, le cinque celebrità si sfidano in una gara ad eliminazione diretta. La Drag vincitrice accede alla serata finale lasciando nascosta la propria identità; le altre Drag invece vengono smascherate.
Mescolando il linguaggio del talent show con le esibizioni del varietà e la formula del guessing game, il programma intende portare il grande pubblico alla scoperta del mondo inclusivo e colorato delle Drag Queen, che inneggia alla libertà e offre l'occasione di mettersi in gioco superando ogni forma di schema e di pregiudizio.

## Edizioni
| Edizione | Conduzione    | Periodo        | Periodo        | Puntate | Concorrenti | Vincitori       | Vincitori   | Regia                   | Studio                                                         |
| Edizione | Conduzione    | Inizio         | Fine           | Puntate | Concorrenti | Nome Drag Queen | VIP         | Regia                   | Studio                                                         |
| -------- | ------------- | -------------- | -------------- | ------- | ----------- | --------------- | ----------- | ----------------------- | -------------------------------------------------------------- |
| 1ª       | Alba Parietti | 29 giugno 2023 | 27 luglio 2023 | 5       | 20          | The Nancies     | Gigi e Ross | Fabrizio Guttuso Alaimo | Studio M3 del Centro di produzione Rai di via Mecenate, Milano |

## Cast

### Giuria
| Giurato             | Edizioni | Totale |
| Giurato             | 1ª       | Totale |
| ------------------- | -------- | ------ |
| Elecktra Bionic     |          | 1      |
| Vanessa Van Cartier |          | 1      |
| Maruska Starr       |          | 1      |

### Indagatori del glitter
| Indagatori del glitter | Edizioni | Totale |
| Indagatori del glitter | 1ª       | Totale |
| ---------------------- | -------- | ------ |
| Mara Maionchi          |          | 1      |
| Sabrina Salerno        |          | 1      |
| Filippo Magnini        |          | 1      |
| Cristina D'Avena       |          | 1      |

## Audience
| Edizione | Rete televisiva | Anno | Stagione | Programmazione | Programmazione | Programmazione | Programmazione | Programmazione | Programmazione | Programmazione | Collocazione | Telespettatori | Share | Premiere       | Premiere | Finale         | Finale |
| Edizione | Rete televisiva | Anno | Stagione | L              | M              | M              | G              | V              | S              | D              | Collocazione | Telespettatori | Share | Telespettatori | Share    | Telespettatori | Share  |
| -------- | --------------- | ---- | -------- | -------------- | -------------- | -------------- | -------------- | -------------- | -------------- | -------------- | ------------ | -------------- | ----- | -------------- | -------- | -------------- | ------ |
| 1ª       | Rai 2           | 2023 | estate   |                |                |                |                |                |                |                | prima serata | 927 000        | 6,91% | 987 000        | 6,56%    | 804 000        | 6,69%  |